# Беляев, Анатолий Владимирович (музыкант)
Анато́лий Влади́мирович Беля́ев (род. 21 марта 1931, деревня Петриково, Западная область) — советский и российский баянист, композитор и музыкальный педагог, народный артист России (1996).

## Биография

### Детство
Родился 21 марта 1931 года в деревне Петриково Осташковского района (ныне Тверской области). Дед и бабка были середняками, однако по доносу были раскулачены и сосланы за Урал. Второй дед в Первую мировую войну служил в лазарете, а в Гражданскую войну командовал эскадроном в 1-й Конной армии Будённого. В советское время был заместителем директора Кондитерской фабрики имени Крупской в Ленинграде. После того, как деревенские родственники были сосланы, семья перебралась в Ленинград.
Отец был токарем, играл на гармони, затем на баяне. С началом Великой Отечественной войны ушёл на фронт. Семья пережила блокаду (дед умер в 1941 году).
Анатолий Беляев начал играть во Дворце пионеров, когда там в 1943 году открылся класс баяна. Во время посещения Ленинграда Элеонорой Рузвельт исполнил «Сентиментальный вальс» П. И. Чайковского, чем растрогал первую леди.

### Творчество
В 1952 году Анатолий Беляев окончил Ленинградское музыкальное училище им. М. П. Мусоргского (класс баяна П. И. Смирнова). С 1953 года работал солистом Москонцерта.
В 1957 году закончил Государственный музыкально-педагогический институт имени Гнесиных в Москве (класс баяна Н. Я. Чайкина).
Одним из первых баянистов в СССР стал выступать с сольными концертами. Гастролировал в 59 странах, выступал в Карнеги-Холле в Нью-Йорке, во Дворце Шайо в Париже, в Альберт-холле в Лондоне, в зале ООН в Женеве.
С 1964 года стал первым играть на электронном баяне, а с 1979 года на «Клавине» (комбинация готово-выборного баяна с электронным органом, конструкторы Ю. Волкович и А. Явелов).
В 1969 году с музыкантами В. Беляевским (гусли звончатые) и В. Минеевым (балалайка) создал трио «Московские виртуозы» (Трио Анатолия Беляева). В разные годы в трио входили Б. Авксентьев (балалайка), А. Цыганков (домра). Ансамбль выступал в Японии, Италии, Турции, США, Бельгии, Югославии, Австралии и Франции.
В 1970-е годы вёл на Центральном телевидении Гостелерадио СССР популярную авторскую передачу «Играй, мой баян».
С 1990 года являлся председателем оргкомитета и жюри по проведению открытых международных конкурсов исполнителей на народных инструментах ассоциации «Классическое наследие».
В последние время выступает в дуэте с домристкой Любовью Торгашевой, преподаёт.
Записал 14 грампластинок, несколько компакт-дисков, в Центральных издательствах вышло 6 авторских сборников обработок и оригинальных сочинений.

### Семья
- Первая жена — музыкальный редактор Элеонора Беляева (1935—2015), заслуженная артистка РСФСР.
  - Дочь — Мария Анатольевна Беляева, художник[2][3].

## Награды и премии
- I приз на Скандинавском музыкальном фестивале (1954)[4].
- Золотая медаль Международного конкурса VI Всемирного фестиваля молодежи и студентов в Москве (1957).
- Заслуженный артист РСФСР (1982).
- Народный артист России (1996).